# Klaus-Jürgen Grünke
Klaus-Jürgen Grünke (Bad Lauchstädt, 30 de marzo de 1951) es un deportista de la RDA que compitió en ciclismo en la modalidad de pista, especialista en las pruebas de contrarreloj y persecución por equipos.
Participó en los Juegos Olímpicos de Montreal 1976, obteniendo la medalla de oro en la prueba del kilómetro contrarreloj. Ganó tres medallas en el Campeonato Mundial de Ciclismo en Pista, en los años 1974 y 1975.

## Medallero internacional
| Juegos Olímpicos   | Juegos Olímpicos  | Juegos Olímpicos  | Juegos Olímpicos            |
| Año                | Lugar             | Medalla           | Competición                 |
| ------------------ | ----------------- | ----------------- | --------------------------- |
| 1976               | Montreal (Canadá) | Medalla de oro    | 1 km contrarreloj           |
| Campeonato Mundial |                   |                   |                             |
| Año                | Lugar             | Medalla           | Competición                 |
| 1974               | Montreal (Canadá) | Medalla de plata  | Persecución por equipos (A) |
| 1975               | Rocourt (Bélgica) | Medalla de oro    | 1 km contrarreloj (A)       |
| 1975               | Rocourt (Bélgica) | Medalla de bronce | Persecución por equipos (A) |